# Wiley Post
Wiley Hardeman Post (Corinth, 22 novembre 1898 – Punta Barrow, 15 agosto 1935) è stato un aviatore statunitense.
Primo pilota a compiere il giro del mondo in solitaria in aereo, fu altresì un pioniere nel campo del volo ad alta quota: sviluppò uno dei primi modelli di tuta pressurizzata e scoprì il fenomeno della corrente a getto.

## Biografia

### Giovinezza
Wiley Post nacque in una famiglia di coltivatori di cotone della zona di Grand Saline, in Texas; per parte di madre aveva ascendenze Cherokee. Quando il figlio aveva cinque anni, la famiglia si trasferì in Oklahoma.
Studente abbastanza svogliato (lasciò gli studi e si mise a lavorare prima ancora di arrivare all'high school), si avvicinò all'aviazione nel 1913, quando vide per la prima volta un Curtiss-Wright a elica spingente esibirsi in volo alla fiera di Lawton. L'esperienza lo catturò al punto che si iscrisse immediatamente alla scuola di volo della Sweeney Automobile and Aviation School di Kansas City; dopo sette mesi fece però rientro in Oklahoma per motivi di lavoro.
Durante la prima guerra mondiale Post tentò di arruolarsi come pilota nell'US Army Air Service (USAS) e si iscrisse al corso d'addestramento organizzato dall'Università dell'Oklahoma, dove acquisì anche competenze da marconista. Tuttavia, prima che il suo addestramento terminasse, la guerra si concluse e Post tornò a fare il manovale nell'industria petrolifera. Allorché si trovò in ristrettezze economiche, prese anche parte a rapine a mano armata: arrestato in flagranza di reato nel 1921, fu recluso per un anno all’Oklahoma State Reformatory, per poi essere rilasciato con la condizionale nel 1922.

### Prime esperienze nell'aviazione
All'età di 26 anni Post si cimentò nel barnstorming lavorando come paracadutista nella flotta Burrell Tibbs and His Texas Topnotch Fliers. Il 1º ottobre 1926, mentre era al lavoro in un sito di trivellazione petrolifera, Post rimase gravemente ferito trafiggendosi l'occhio sinistro con un pezzo di metallo: a seguito di ciò perse la vista da quel lato e iniziò a mostrarsi in pubblico con l'occhio coperto da una benda protettiva. Ottenne un risarcimento, che utilizzò per comprare il suo primo aereo, col quale divenne pilota privato per conto dei petrolieri Powell Briscoe e Florence Charles Hall; fu quest'ultimo, successivamente, ad acquistare per lui un Lockheed Vega, uno degli velivoli più innovativi e performanti dell'epoca, che battezzò Winnie Mae in onore di sua figlia. Ai comandi del Vega, Wiley Post vinse l'edizione 1930 del National Air Race Derby da Los Angeles a Chicago, completando il percorso in 9 ore, 8 minuti e 2 secondi, precedendo di circa 1 minuto Adam Charles Williams. La vittoria gli fruttò un premio di 7 500 dollari USA (calcolando l'inflazione, circa 112 053 dollari del 2020).

### Giro del mondo

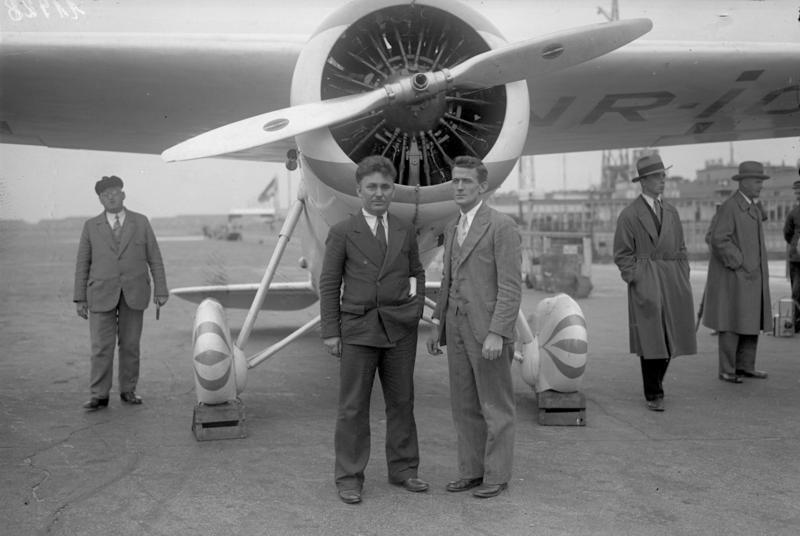
Wiley Post con Harold Gatty accanto al Winnie Mae in Germania nel 1931

Sempre nel 1930 Post decise di migliorare il record per la circumnavigazione aerea del globo, al tempo detenuto dal dirigibile Graf Zeppelin, che nel 1929 l'aveva completata in 21 giorni.
Il 23 giugno 1931, insieme al navigatore australiano Harold Gatty, il Winnie Mae decollò dal Roosevelt Field di Long Island: come da piano di volo, fece scalo a Harbour Grace, alla base RAF di Sealand nel Flintshire, due volte ad Hannover, all'aeroporto di Berlino-Tempelhof, all'aerodromo di Mosca-Khodynka, a Novosibirsk, a Irkutsk, a Blagoveshchensk, a Chabarovsk, a Nome (dove l'elica si danneggiò e venne riparata alla meglio), a Fairbanks (dove l'elica fu sostituita), al Blatchford Field di Edmonton e all'aeroporto di Cleveland-Hopkins. La prima aerotraversata mondiale di un velivolo monoplano e monomotore si concluse con successo il 1º luglio 1931, quando il Winnie Mae rientrò al Roosevelt Field dopo aver viaggiato per 15 474 miglia (24 903 km) in soli 8 giorni, 15 ore e 51 minuti. Gli onori tributati a Post e Gatty furono fastosi: il 7 luglio furono ricevuti alla Casa Bianca e l'indomani sfilarono in parata per le strade di New York, con ricevimento conclusivo all'Hotel Astor. Grazie ai premi guadagnati, Wiley Post acquisì in prima persona la proprietà del Winnie Mae; insieme a Gatty raccontò l'impresa in un libro intitolato Around the World in Eight Days, con la prefazione dell'amico Will Rogers.

### Giro del mondo in solitaria
Dopo aver vanamente tentato di aprire la propria scuola di volo (scontando però un certo scetticismo, soprattutto per la sua scarsa scolarizzazione), Post decise di ritentare il giro del mondo, ma stavolta in solitaria, puntando al contempo a migliorare il record di velocità. Provvide pertanto a dotare il Winnie Mae di strumenti al tempo sperimentali, quali un pilota automatico e un radiogoniometro sviluppati dalla Sperry Gyroscope Company e dall'esercito statunitense.
Il volo mondiale in solitaria ebbe luogo nel 1933: il Winnie Mae decollò dal Floyd Bennett Field alla volta di Berlino, ove dovette far fronte a un'avaria all'autopilota; sostò poi a Königsberg per recuperare delle mappe, a Mosca per ulteriori riparazioni, quindi a Novosibirsk, Irkutsk, Ruchlovo, Chabarovsk, Flat (dove sostituì l'elica), Fairbanks ed Edmonton. Fece infine rientro al Floyd Bennett Field il 22 luglio, dopo 7 giorni, 18 ore e 49 minuti di viaggio; ad attenderlo vi era una folla di 50 000 persone.

## Invenzioni e innovazioni

### Tute pressurizzate

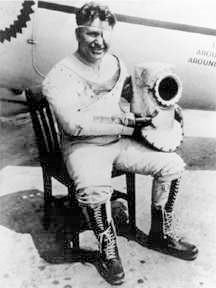
Wiley Post indossa il suo terzo prototipo di tuta pressurizzata

Nel 1934, sull'onda della popolarità acquisita, la Phillips Petroleum Company gli concesse i fondi per fare ricerca sul volo sperimentale ad alta quota e su lunghe distanze. Dal momento che la cabina del Winnie Mae non era pressurizzabile, Post lavorò con la B.F. Goodrich Company per sviluppare la prima tuta pressurizzata a tenuta stagna. Dopo due prototipi difettosi (la prima tuta si ruppe durante una prova di resistenza, la seconda era troppo stretta e Post dovette tagliarla per sfilarsela), il terzo modello si rivelò efficace.
La tuta aveva tre strati: uno interno di tessuto intimo, una camera d'aria in gomma e uno strato esterno in tessuto da paracadute gommato. Lo strato esterno era irrobustito da un telaio ed era solidale con guanti di pelle di cinghiale, stivali di gomma e un casco da palombaro in alluminio e materiale plastico, con una visiera a tenuta stagna e alloggiamenti per auricolari e laringofono. Nel primo volo con la tuta, il 5 settembre 1934, Post raggiunse un'altitudine di 40,000 ft (12,192 m) sopra Chicago. In un volo successivo, dove raggiunse i 50,000 ft (15,240 m), Post scoprì il fenomeno della corrente a getto.

### Esperimenti di volo ad alta quota

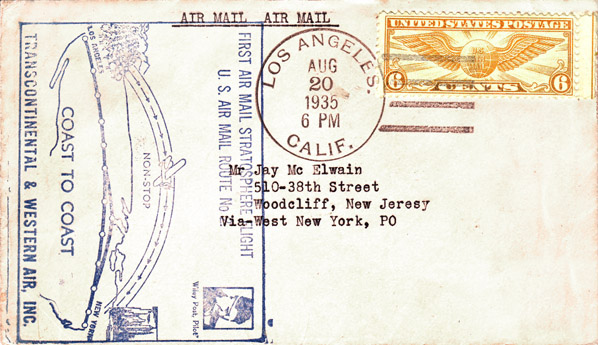
Cartolina postale che Wiley Post portò con sé durante tutti e quattro i suoi tentativi di effettuare il primo volo coast to coast senza scalo ad alta quota da Los Angeles a New York (febbraio-giugno 1935)

Tra il 22 febbraio e il 15 giugno 1935 Post tentò per quattro volte di effettuare il primo volo coast to coast senza scalo ad alta quota da Los Angeles a New York; in tutti i casi dovette desistere per problemi tecnici. Al primo tentativo, il 22 febbraio, dovette atterrare dopo appena 57,5 miglia al Muroc Field (poi Edwards Air Force Base), il 15 marzo si fermò a Cleveland dopo 2 035 miglia, il 14 aprile a Lafayette dopo 1 760 miglia e il 15 giugno a Wichita dopo 1 188 miglia.
Questo progetto venne finanziato dalla Transcontinental & Western Air, Inc in quanto primo servizio di posta aerea effettuato nella stratosfera: a bordo del Winnie Mae erano quindi imbarcate delle speciali cartoline con annulli filatelici dedicati, che erano state vendute per raccogliere fondi ed era previsto non venissero consegnate ai destinatari fintanto che l'obiettivo non fosse stato raggiunto. Di lì a poco, tuttavia, a fronte della morte di Wiley Post, le cartoline furono infine portate alle loro destinazioni.

### La morte

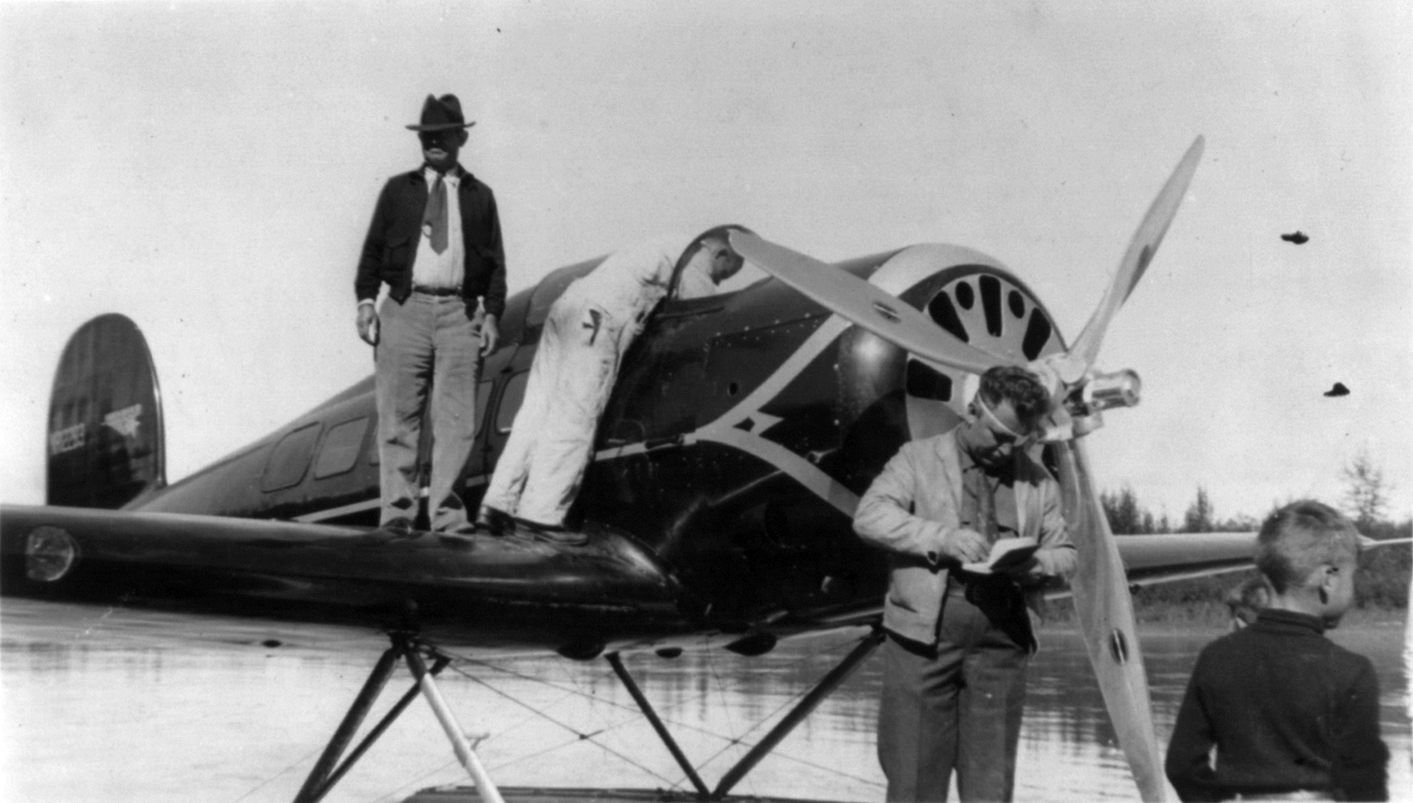
Post ritratto con Will Rogers nell'agosto 1935, pochi giorni prima dell'incidente mortale, accanto allo speciale Lockheed "ibrido" allestito per tentare il volo dagli USA alla Russia

Sempre nel 1935, Post si mise al lavoro per aprire una nuova rotta aerea commerciale dalla costa occidentale degli Stati Uniti alla Russia. Trovandosi a corto di risorse, chiese alla Lockheed di allestirgli un nuovo aereo, unendo la fusoliera di un Orion alle ali di un Explorer (che essendo più larghe consentivano una maggiore autonomia) e prevedendo di rendere il velivolo anfibio grazie all'aggiunta di galleggianti ai carrelli (che sull'Explorer erano fissi), così da poter ammarare laddove non vi fossero aviosuperfici, come in Alaska o in Siberia. La Lockheed si rifiutò di apportare le modifiche richieste e avvertì che i rispettivi progetti erano incompatibili: l'abbinamento di parti dei due velivoli sarebbe stato quindi precario e pericoloso. Post tuttavia non se ne curò e apportò personalmente le modifiche presso la Pacific Airmotive Ltd. di Burbank. Per accelerare i tempi, laddove i galleggianti che aveva ordinato non arrivarono nei termini previsti, Post ripiegò su un modello più pesante, cooperando a dissestare il bilanciamento dell'aereo.
La nuova impresa catturò l'interesse dell'amico Will Rogers, che chiese a Post di portarlo con lui per poterne raccontare nei suoi articoli giornalistici.

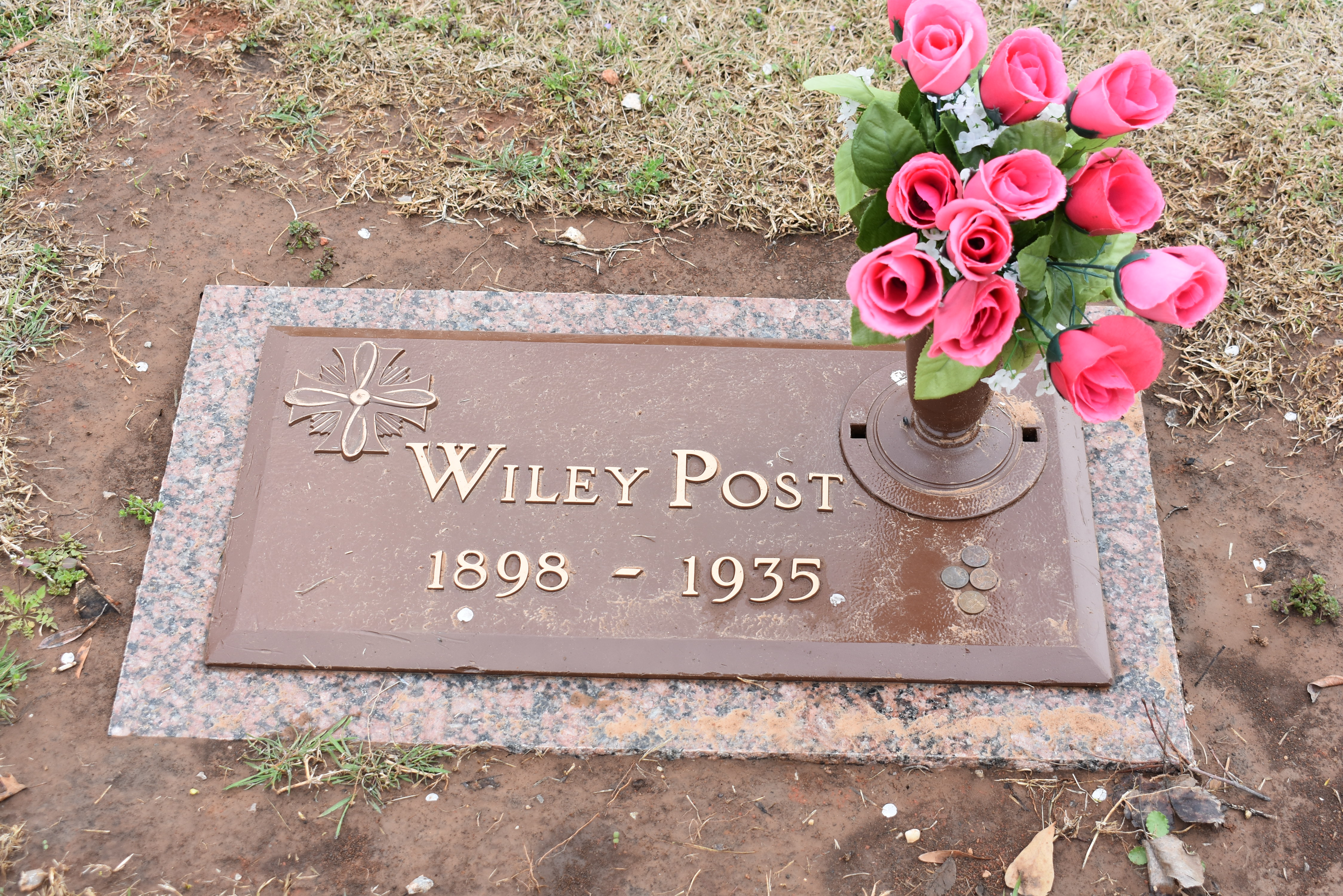
La tomba di Wiley Post

Dopo un volo di prova nel mese di luglio, Post e Rogers partirono dal lago Washington, nei pressi di Seattle, ai primi di agosto. Il 15 agosto, mentre erano in volo da Fairbanks a punta Barrow, a poche miglia dalla destinazione persero l'orientamento a causa del maltempo e fecero un atterraggio non previsto presso un insediamento per chiedere indicazioni. Quando ripartirono, dopo pochi istanti il motore si ruppe e a causa della bassa velocità l'aereo andò in stallo, precipitando al suolo e uccidendo sul colpo gli occupanti.
Wiley Post riposa nel campo 48 del Memorial Park Cemetery di Oklahoma City.

## Eredità e memoria

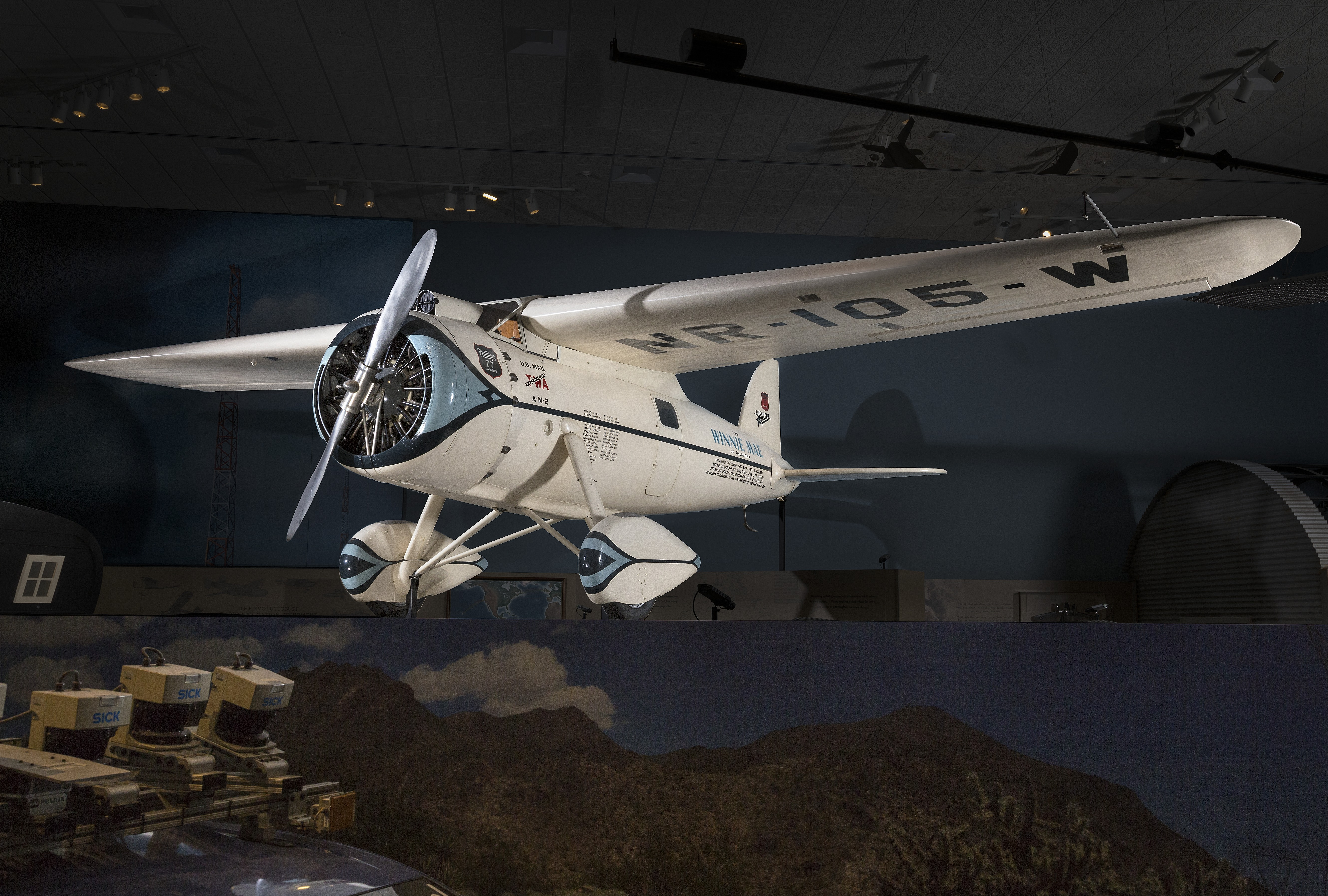
Il Lockheed Vega "Winnie Mae" esposto all'Udvar-Hazy Center

Sul sito dell'incidente è posto un monumento commemorativo e in loro memoria è stato intitolato il poco lontano Wiley Post–Will Rogers Memorial Airport di Utqiagvik. A Post e Rogers sono dedicate due aviosuperfici a Oklahoma City, il Wiley Post Airport e l'aeroporto Mondiale Will Rogers. Ai due pionieri del volo è intitolato anche l'idroscalo Will Rogers – Wiley Post Memorial Seaplane Base, situato presso il Renton Municipal Airport di Renton.
Nel 1936 la Smithsonian Institution di Washington DC comprò per 25 000 dollari il Winnie Mae dalla vedova di Wiley Post: l'aereo fu esposto allo Steven F. Udvar-Hazy Center fino al 2011, per poi essere trasferito nella sezione "Time and Navigation" del National Air and Space Museum.
Post già in vita ricevette varie onorificenze statunitensi ed estere, vincendo altresì l'Harmon Trophy 1934; nel 1969 il suo nome fu iscritto alla National Aviation Hall of Fame e un anno dopo ottenne analogo riconoscimento al First Flight Society's First Flight Shrine presso il Wright Brothers National Memorial di Kill Devil Hills. Nel 1997 fu introdotto alla International Air & Space Hall of Fame di San Diego.
Nel 1979 le poste statunitensi hanno reso omaggio a Post emettendo due francobolli di posta aerea.
In suo onore si formò anche la Wiley Post Commission, con sede a Oklahoma City, che assegnò per diversi anni il Wiley Post Spirit Award a personaggi espressione dell'aviazione generale che "esemplificassero al meglio lo spirito innovativo e pionieristico di Wiley Post".